# Olof Bergqvist (justitieråd)
Olof Bergqvist, född 18 november 1936 i Lunds stadsförsamling, Malmöhus län, död 30 december 1991 i Danderyds församling, Stockholms län, var en svensk jurist.

## Biografi
Bergqvist blev filosofie magister 1958 och juris kandidat 1962 samt gjorde tingstjänstgöring 1963–1965. Han utnämndes till fiskal i Svea hovrätt 1966 och till assessor 1973. Han var sakkunnig i Arbetsmarknadsdepartementet 1975–1982, vice ordförande i Arbetsdomstolen 1976–1982, utnämndes till hovrättsråd i Hovrätten för Nedre Norrland 1982 och till rättschef i Arbetsmarknadsdepartementet 1983. Bergqvist var justitieråd i Högsta domstolen 1984–1985, ordförande och administrativ chef i Arbetsdomstolen 1986–1991 samt utnämndes återigen till justitieråd från och med 1 januari 1992, men avled före tillträdet. Han är begravd på Danderyds kyrkogård.
Bergqvist gjorde stora insatser under sin tid i Arbetsdomstolen och författade flera kommentarer till arbetslagstiftning som gavs ut i flera upplagor.